# Petriwka (Bachmut)
Petriwka (ukrainisch Петрівка; russisch Петровка/Petrowka) ist eine Siedlung städtischen Typs in der Oblast Donezk im Osten der Ukraine mit etwa 1100 Einwohnern.

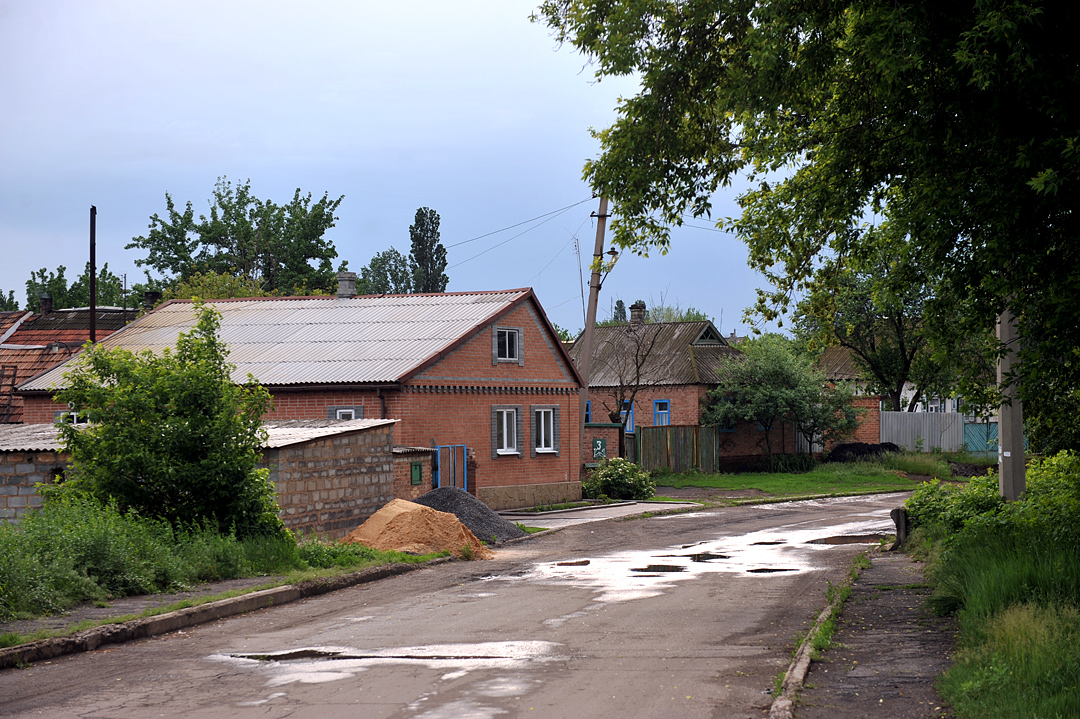
Blick in den Ort

Er liegt im westlichen Donezbecken etwa 5 Kilometer südwestlich des Stadtzentrums von Torezk und 47 Kilometer nördlich vom Oblastzentrum Donezk entfernt. Durch den Ort fließt der Krywyj Torez.
Der Ort existierte schon vor dem Ersten Weltkrieg. 1964 erhielt er den Status einer Siedlung städtischen Typs zuerkannt.
Am 12. Juni 2020 wurde die Siedlung ein Teil der neugegründeten Stadtgemeinde Torezk, bis dahin war er Teil der Siedlungsratsgemeinde Schtscherbyniwka als Teil der Stadtratsgemeinde Torezk.
Am 17. Juli 2020 wurde der Ort ein Teil des Rajons Bachmut.